# Scheloribatoides lamellatus
Scheloribatoides lamellatus är en kvalsterart som beskrevs av Sandór Mahunka 1988. Scheloribatoides lamellatus ingår i släktet Scheloribatoides och familjen Scheloribatidae. Inga underarter finns listade i Catalogue of Life.